# Clevedon
Clevedon este un oraș în comitatul Somerset, regiunea South West, Anglia. Orașul se află în districtul North Somerset.